# Поёт Далида
«Поёт Далида» — сборник французской певицы Далиды, выпущенный в 1980 году в Советском Союзе фирмой «Мелодия» по лицензии компании Ariola.

## Об альбоме
Несмотря на популярность Далиды среди советских слушателей, это был первый полноформатный альбом исполнительницы в СССР. До этого её песни в стране выходили только на синглах и различных музыкальных сборниках. В 1980 году «Мелодия» подготовила к выпуску диск-гигант, состоящий из восьми песен. Сборник повторяет трек-лист не так давно вышедшего студийного альбома Далиды Salma ya salama (1977), за исключением трёх песен («Histoire d’aimer», «Ti amo (je t’aime)» и арабской версии «Salma ya salama»), а также с добавлением песни «J’attendrai» 1976 года. Сопроводительную статью к релизу подготовил Григорий Либергал. Тираж пластинки в год выпуска составил 80 000 экземпляров.

## Признание
В 2014 году радиостанция «Серебряный дождь» включила альбом в рейтинг «50 культовых пластинок фирмы „Мелодия“», написав: «В нашей стране Далиду любили и продолжают любить не только за уникальный голос, но и за трагичность её судьбы. Красивая, успешная и бесконечно одинокая. Все её мужья покончили собой, да и она сама, не выдержав ударов судьбы, отравилась в возрасте пятидесяти четырех лет. Одинокая сильная женщина — очень русская история».

## Список композиций
| №                   | Название                                             | Автор(ы)                                                                    | Длительность |
| ------------------- | ---------------------------------------------------- | --------------------------------------------------------------------------- | ------------ |
| 1.                  | «Salma ya salama»                                    | Джефф Барнел, Пьер Деланоэ, Салах Джахин                                    | 3:02         |
| 2.                  | «Как мы живём» (Notre façon de vivre)                | Бруно Дзамбрини, Клод Кармон, Доменико Модуньо, Мишель Жуво, Стефано Юргенс | 3:22         |
| 3.                  | «Ты признался мне в любви» (Tu m’as declare l’amour) | Клод Кармон, Паскаль Севран, Висенте Гомес                                  | 2:50         |
| 4.                  | «Мой брат солнце» (Mon frerе le soleil)              | Микис Теодоракис, Пьер Деланоэ                                              | 3:18         |
| Общая длительность: | Общая длительность:                                  | Общая длительность:                                                         | 12:32        |

| №                   | Название                                                | Автор(ы)                                    | Длительность |
| ------------------- | ------------------------------------------------------- | ------------------------------------------- | ------------ |
| 1.                  | «Когда умолкнут скрипки» (Quand s’arretent les violons) | Клод Лемес, Жан-Дени Бони, Роджер Кандьотти | 3:48         |
| 2.                  | «Каждый раз я верю в это» (A chaque fois j’y crois)     | Микаэле, Микис Теодоракис                   | 2:08         |
| 3.                  | «Помни… (Это было давно)» (Remember… [C’etait loin])    | Клод Кармон, Жак Арель                      | 4:15         |
| 4.                  | «Я подожду» (J’attendrai)                               | Дино Оливьери, Луи Потера, Нино Растелли    | 4:13         |
| Общая длительность: | Общая длительность:                                     | Общая длительность:                         | 14:24        |